# Темрюк (кабардинский князь)
Темрюк Идарович (кабард.-черк. Идар икъуэ КӀемыргъокъуэ; ум. 1571) — кабардинский князь, старший сын Идара праправнук легендарного Инала. Тесть и союзник русского царя Ивана Васильевича Грозного (c 1561 года). В правление Темрюка, Кабарда стала союзником России на Кавказе и вела войны против Крыма, Малых Ногаев и Шамхалата и Османской империи. Дискуссионным среди историков остаются сведения об участии Темрюка в крымском походе на Москву в 1571 году.

## Биография
В начале XVI века в Кабарде образовались два главных княжеских объединения, вошедшие в историю как Большая Кабарда и Малая Кабарда. Во главе Большой Кабарды находился князь Кайтуко и его сыновья: Пшеапшоко, Асланбек, Тепшануко, Кануко и Жансох. Во главе Малой Кабарды стоял князь Джиляхстан и его дети: Жамырза, Лаурсан, Каншао и Дзагашта. Дети Идара — Темрюк, Биту, Желегот и Камбулат — имели владения в Большой Кабарде. Князь Большой Кабарды Кайтуко был дальним родственником сыновьям Идара.
Поссорившись с сыновьями Кайтуко, Идаровичи во главе с Темрюком вынуждены были переселиться в Малую Кабарду, во владения своего двоюродного дяди Джиляхстана. После смерти Джиляхстана Темрюк-мурза Идарович стал старшим князем-валием в Малой Кабарде.
Кроме своих враждебных родственников, князь Темрюк Идарович вынужден был вести неравную борьбу с Крымским ханством. Крымский хан Девлет Гирей (1551—1577) регулярно организовывал и совершал разорительные походы на Кабарду в 1553—1556, 1567 и 1570 годах.

## Союз с Русским государством
В 1552 году в Москву прибыло первое западно-черкесское посольство. Представители княжеств Жанэ и Бесленей просили русского царя Ивана Васильевича Грозного принять их в своё подданство и оказать им помощь в борьбе против крымских татар.
В 1557 году кабардинский князь Темрюк Идарович отправил в Москву посольство во главе со своими сыновьями Булгайруком и Салтанкулом. Через своих послов Темрюк-мурза попросил у царя Ивана Грозного военной помощи в борьбе против соседних горских правителей. Младший из сыновей Темрюка, Салтанкул, остался в Москве, принял крещение под именем Михаила и получил фамилию Черкасский.
В 1560 году русская рать во главе с астраханским воеводой И. С. Черемисиновым предприняла поход на Тарки, столицу шамхала тарковского, противника верховного князя Кабарды Темрюка.
В том же году Иван Грозный, овдовев после смерти своей первой жены Анастасии Захарьиной, отправил сватов к черкесским князьям. Выбор царя пал на Кученей (1545/1546-1569), младшую дочь верховного князя-валия Кабарды Темрюка Идаровича.
15 июня 1561 года Кученей Темрюковна, сопровождемая царскими послами и кабардинской свитой, была доставлена в Москву. Кученей была представлена царю, приняла православие и была официально объявлена царской невестой.
21 августа 1561 года царь Иван IV Васильевич женился вторым браком на кабардинской княжне Кученей (после крещении Мария), что усилило Темрюка Идаровича по сравнению с другими кабардинскими князьями.
В 1563 году Иван Грозный отправил на помощь своему тестю отряд стрельцов под командованием воеводы Г. С. Плещеева. Темрюк и его старший сын Домануко встретили царского воеводу в Астрахани. Темрюк просил у царя помощи в борьбе против князей Большой Кабарды во главе с Пшеапшоко Кайтукиным. Вместе с русскими стрельцами Темрюк предпринял успешный поход против своих противников и нанёс им поражение. Темрюк разорил родовые владения князей Кайтукиных и вынудил их платить дань.
В 1566 году царь вторично отправил на помощь своему союзнику русское войско под командованием князя Ивана Дашкова и Матвея Ржевского. Темрюк вместе с русской ратью опустошил владения Пшеапшоко Кайтукина и его братьев, захватив много пленников. Князья Большой Кабарды собрали свои силы и напали на русских ратных людей, которые нанесли им полное поражение.
«И государьские люди черкас многих побили, а иных поранили».
Осенью 1567 года по просьбе Темрюка Идаровича царь Иван Грозный построил близ Кабарды в землях терских казаков русскую крепость при впадении Сунжи в Терек — Терки. Строительство русской крепости на Северном Кавказе вызвало недовольство крымского хана Девлет Герая. В том же году крымский хан отправил в поход на Кабарду большое татарское войско под командованием трёх своих сыновей. Кабардинские земли были опустошены и разорены, большое количество населения
было захвачено в плен.
В 1569 году 130-тысячная турецко-татарская армия под предводительством кафинского паши Касим-бея и крымского хана Девлет Герая предприняла неудачный поход на Астрахань. При отступлении в Крым по «кабардинской дороге» турки и крымские татары были атакованы кабардинскими отрядами под командованием Темрюка и его сыновей, которые нанесли им сильный урон. Кабардинцы «без труда разбили утомлённых неприятелей», взяли богатую добычу и много пленных.

## Смерть
В 1570 году крымский хан Девлет Герай организовал новый поход на Северный Кавказ. Царевич Адиль-Герай во главе татарской рати совершил рейд на земли западных адыгов. Темрюк Идарович с небольшим кабардинским отрядом устремился на помощь своим союзникам. В ожесточённой битве при Ахуже (левый приток Кубани) с войсками Крымского ханства Темрюк Идарович был смертельно ранен стрелой, а два его сына, Мамстрюк и Беберюк, попали в плен.

## Дети
1. Домануко — мурза
2. Булгайруко — мурза (Андрей Темрюкович) Черкасский
3. Салтанкул-мурза (Михаил Темрюкович) Черкасский
4. Мамстрюк Темрюкович Черкасский
5. Мария Темрюковна (Кученей) — русская царица, вторая жена Ивана Грозного
6. Малхуруб — жена бия Ногайской орды Тинехмата
7. Алтынчач — жена астраханского царевича Бекбулата